# 李继冲
李继冲（?—?），西夏皇族，李继迁的弟弟，党项族。
宋太宗太平兴国七年（982年），李继捧以五州降宋，他和李继迁逃到地斤泽，抗宋自立。雍熙元年（984年）五月，李继迁命他诱党项咩嵬部首领乜崖率部归附。九月，地斤泽被宋朝夏州知州尹宪、都巡检使曹光实攻破，李继迁兄弟逃走。雍熙二年（985年）二月，攻打银州，诱杀曹光实。次年，归降契丹，李继冲被封为定难军节度副使。淳化二年（991年），向宋朝诈降，赐名赵保宁，为绥州团练使。宋真宗景德元年（1004年），李继迁死，李德明立，以李继冲为绥州刺史兼右司马指挥使、行军司马。景德二年（1005年），建议李德明结好契丹，李德明派他向辽圣宗纳贡，受到厚待。十月，李德明被契丹封为西平王。李继冲到契丹国谢恩。